# Katy Parrish
Katherine 'Katy' Parrish (nascida em 4 de julho de 1991) é uma atleta paralímpica australiana. Representou a Austrália nos Jogos Paralímpicos de Verão de 2008 em Pequim, na República Popular da China, onde disputou as finais dos 100 e 200 metros, terminando em oitavo e em quinto lugar, respectivamente. Foi aos Jogos Paralímpicos de 2012, em Londres, e disputou as provas de revezamento 4x100 metros, 100 e 200 metros e salto em distância. Disputou, em 2011, os Jogos Arafura, ficando em segundo lugar no salto em distância (ambulantes) com a marca de 3,98 metros e obteve duas medalhas de ouro. Participou do Campeonato Australiano de Atletismo de 2012, onde venceu a prova do salto em distância ao saltar 4,35 metros.

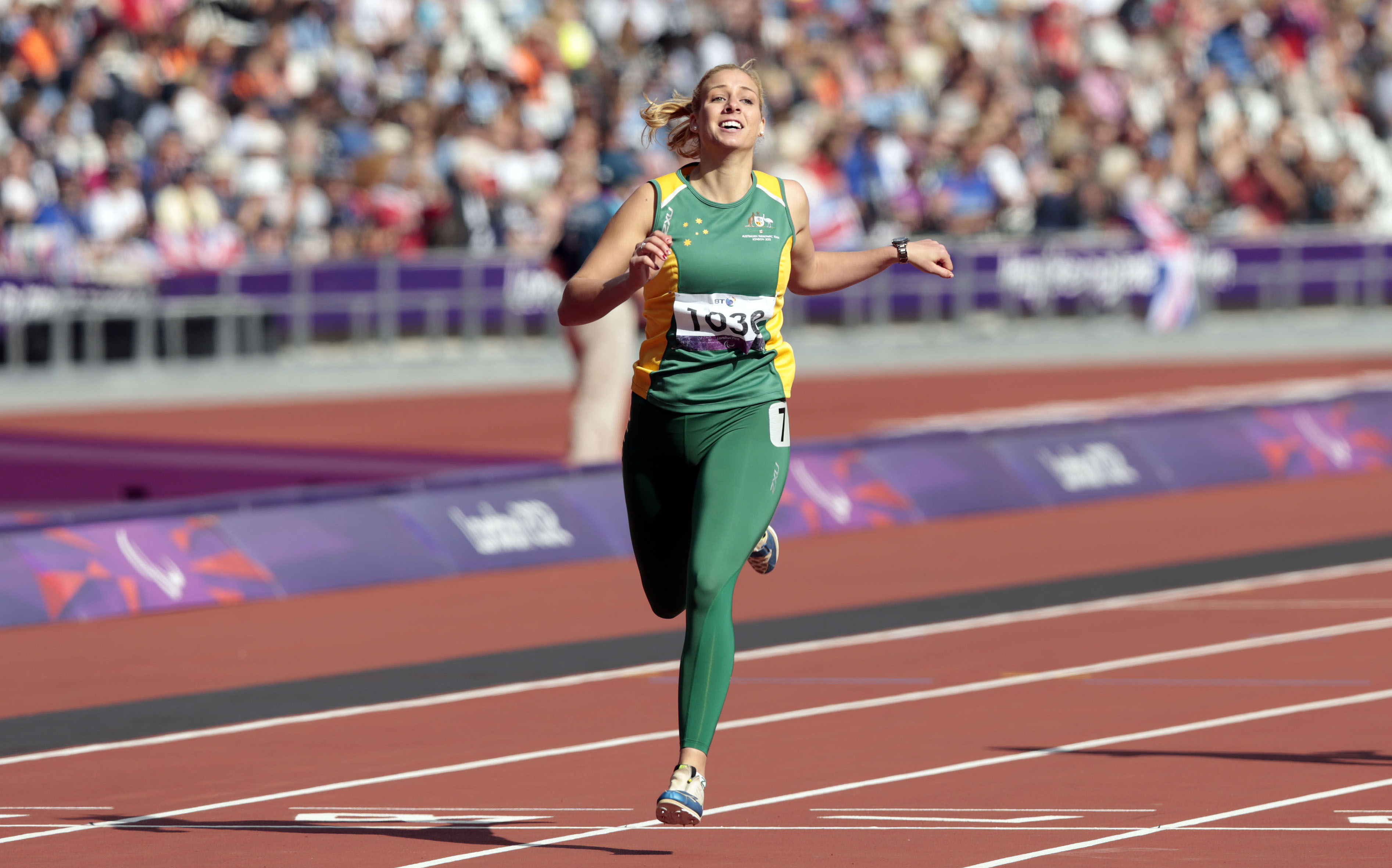
Katy durante a Paralimpíada de Londres, em 2012.

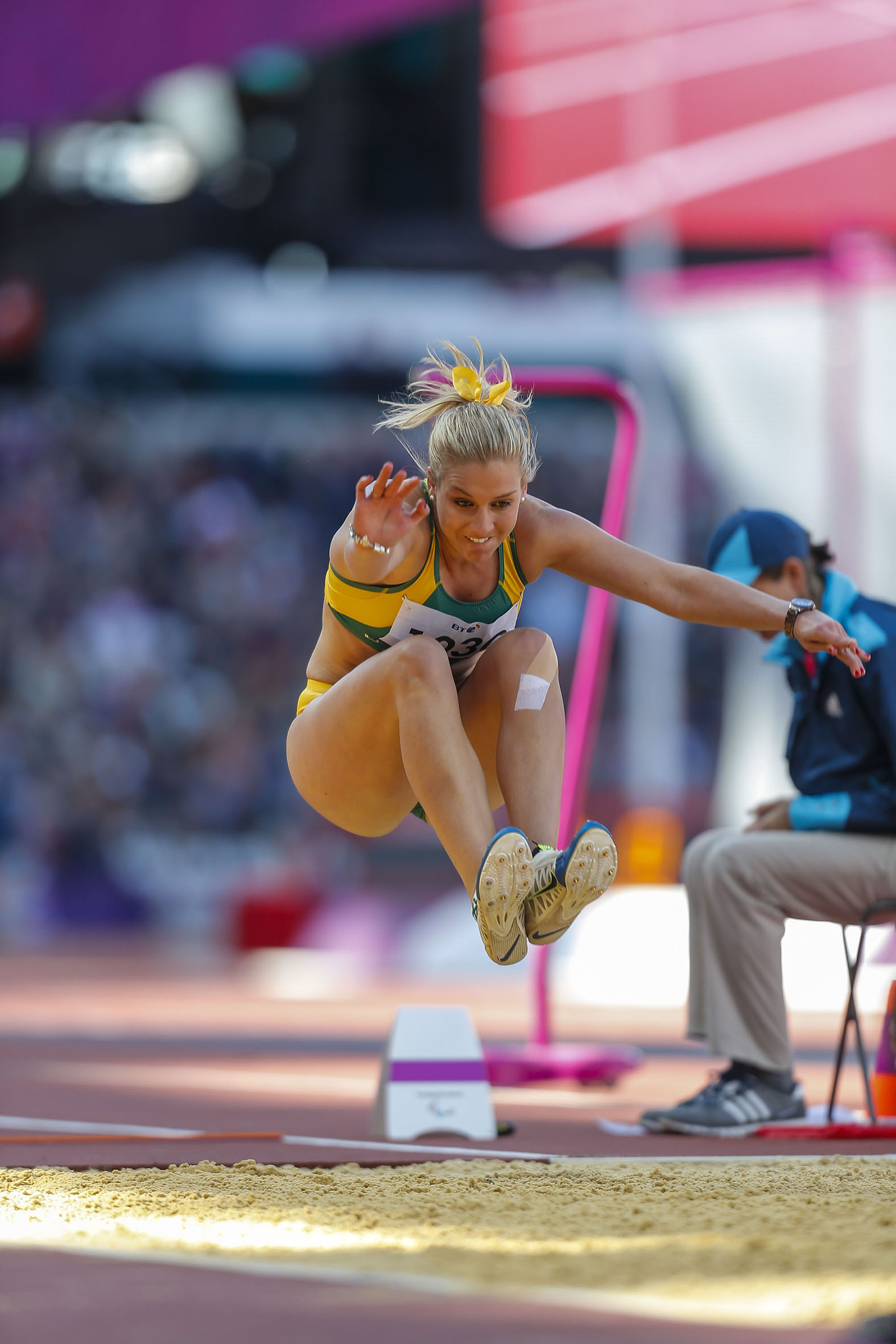
Katy Parrish disputando a Paralimpíada de Londres, em 2012.